# Hirsch & Cie
Hirsch & Cie war ein belgisches Bekleidungsunternehmen, das von 1869 bis 1962 bestand. Neben der Zentrale in Brüssel unterhielt es Zweigbetriebe in Amsterdam, Köln, Dresden und Hamburg und wurde mit der Mode der Belle Époque bekannt.
Der Gründer Léo Hirsch (1842–1906) war ein jüdischer Auswanderer aus Altena in Preußen. 1869 eröffnete er ein Modefachgeschäft mit Schneiderei in der Rue Neuve in Brüssel und hatte Erfolg mit der Imitation von exklusiven Pariser Modellen. Zudem hatte er über seine Frau Johanna und seine Kinder familiäre Verbindungen zum Kaufhaus Gerson in Berlin.
In den 1880er und 1890er Jahren eröffneten seine Angestellten, darunter Albert Sally Berg, eigene Hirsch-Filialen in weiteren europäischen Städten. Auf dem Höhepunkt zwischen den Weltkriegen hatte Hirsch & Cie an die 500 Angestellte. Mit Modeschauen für unterschiedliche Zielgruppen und einer intensiven Pressearbeit betrieb das Unternehmen ein innovatives Marketing.

## Galerie

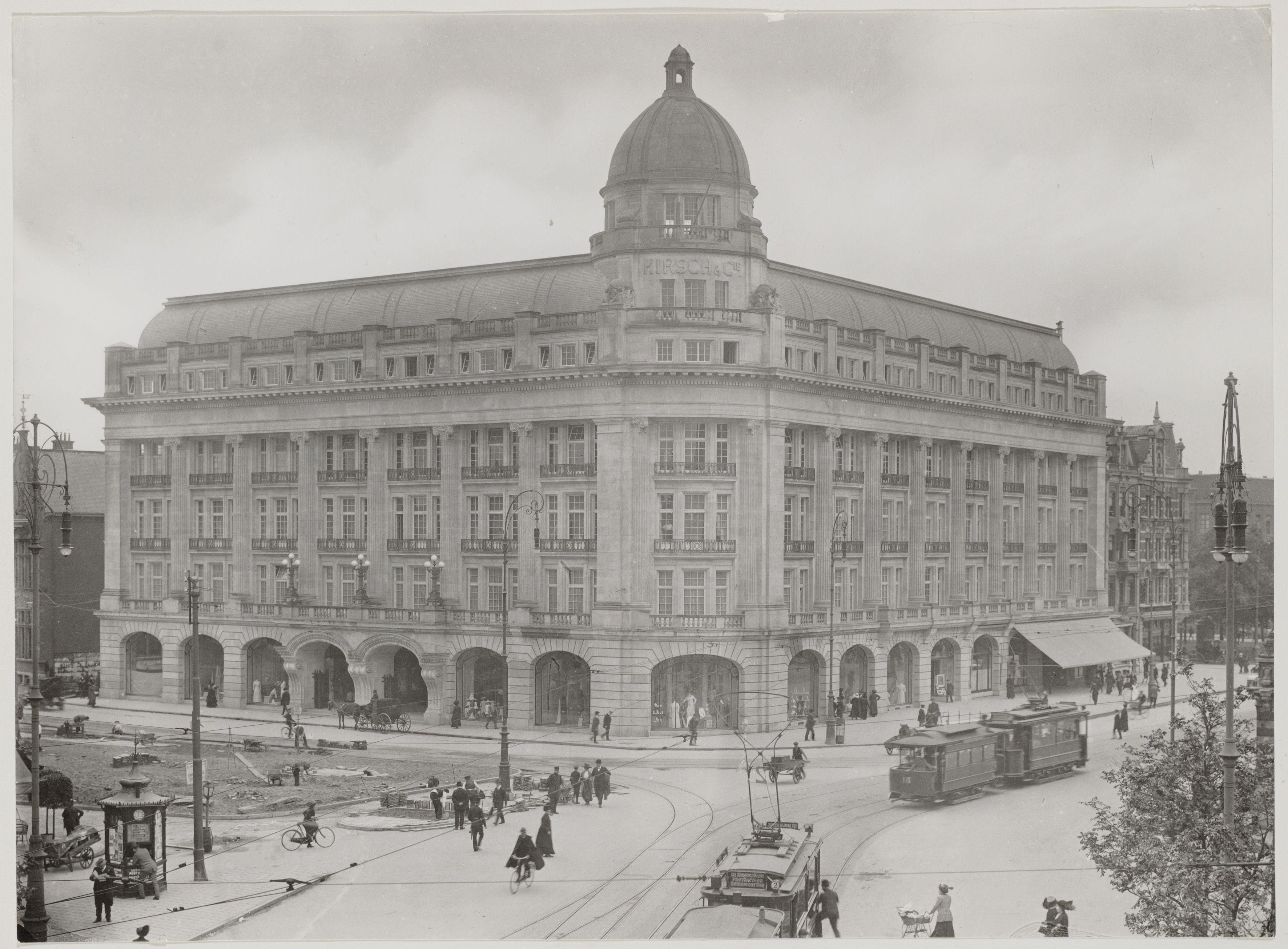
Das Gebäude des Hirsch-Kaufhauses in Amsterdam (Jacob Merkelbach, 1913)
Das Gebäude des Hirsch-Kaufhauses am Leidseplein in Amsterdam (2012)
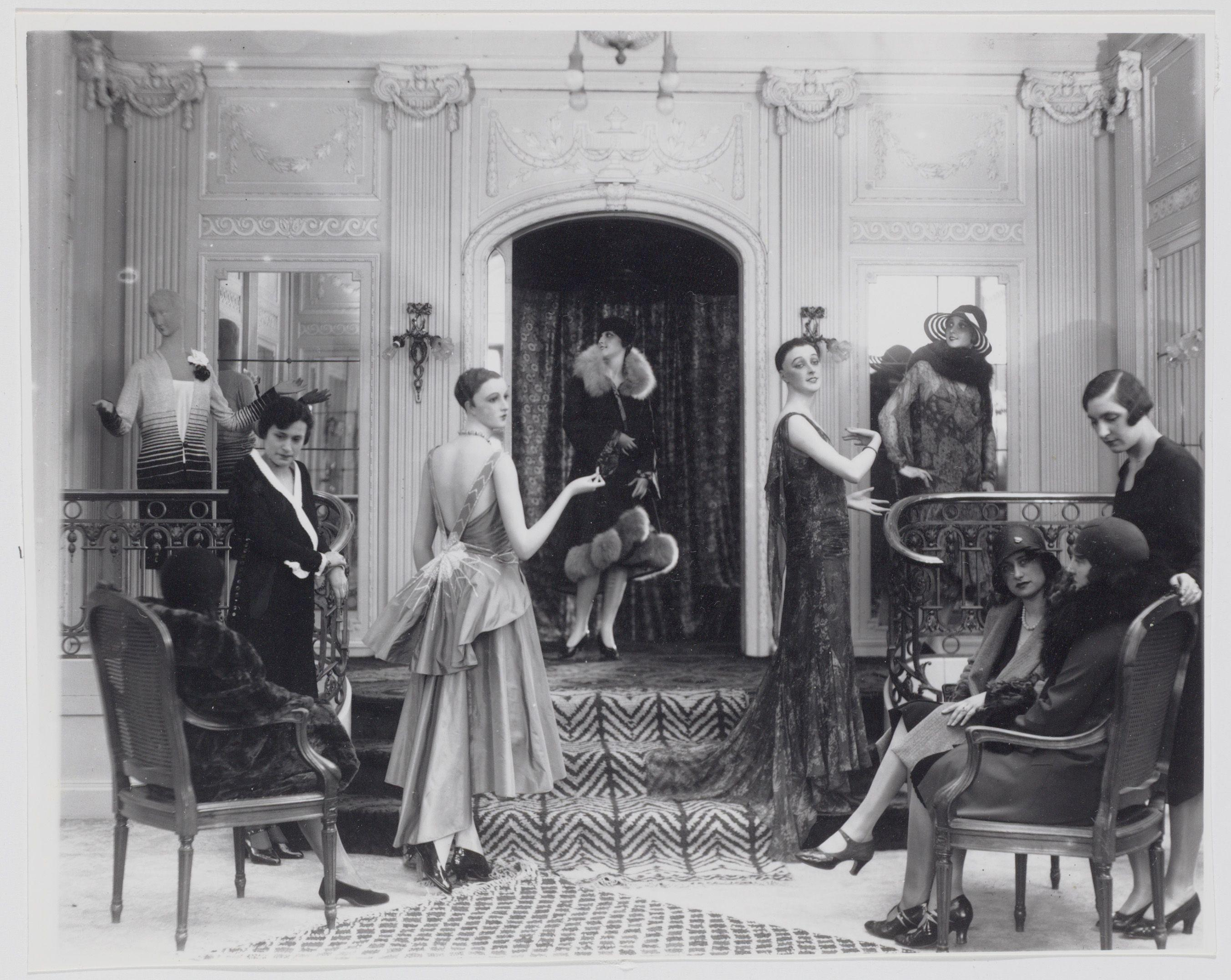
Abteilung Damenmode im Amsterdamer Kaufhaus (Jakob Merkelbach, um 1920)